# MEDLINE
MEDLINE（メドライン）またはMEDLARS Online (MEDical Literature Analysis and Retrieval System Online) は、医学を中心とする生命科学の文献情報を収集したオンラインデータベースである。1964年に米国国立医学図書館 (National Library of Medicine; NLM) が作成したコンピューター化医学文献データベース「MEDLARS」は、1971年10月27日にオンライン検索サービスが開始され、1997年にはPubMedの名でインターネットに無料公開された後、改良が重ねられて成長を続け、2007年現在、月に7000万回程度のアクセスがある世界で最もよく使用される生物医学系データベースである。

## 守備範囲
MEDLINEは、米国およびその他80カ国以上の国で出版される、37の言語の5,000以上の学術誌に掲載された1500万を超える文献情報を網羅する（2006年現在）。1950年代以降の生命科学に関する非常に広い範囲の文献をカバーしており、医学、薬学、看護学、歯学、衛生学、獣医学などのほか、生化学、分子生物学や、医学とあまり関係のない植物生理学や分子進化に至るまで現代的な生命科学のほぼ全領域を含む他、ネイチャー、サイエンスなど総合学術誌については別領域の記事も含む。多くが英語論文であり、2000年から2005年に追加された文献情報の47%は米国で出版された文献で、90%が英語で書かれ、79%が英語の抄録をもつ。

## データベース
MEDLINEは文献の情報を、著者やタイトル、雑誌名、巻数、号数、出版日、施設、言語、登録番号など53以上のデータフィールドで管理する。特記すべきは MeSH (Medical Subject Headings) と呼ばれるNLMで定めた生物医学用語であり、それぞれの文献には文献の内容を示すMeSH用語が10から15個程度付与されている。そのうち、特に主要な2個程度のMeSH用語には * をつけて区別している。1975年以降の文献については多くが論文の要旨（アブストラクト）もデータ化されている。
1984年、コメント・訂正欄に「Retraction of (ROF)」の項目を加えて撤回を発表した文献とリンクさせ、不正行為などで撤回された論文を識別できるようにし、また1987年には誤植や誤記を発表した文献をリンクする項目も「Erratum in (EIN)」として追加した。これらは間違った科学知識が拡散しないようにとの配慮からであり、MEDLINEの信頼性を高めるのに役立っている。
これらのデータフィールドの幾つかが、文献検索のために公開されている。

## 利用
MEDLINEのデータは、サーチエンジン「PubMed」(http://pubmed.gov) や「NLM Gateway」(http://gateway.nlm.nih.gov/gw/Cmd) によって無料で利用可能になっている。PubMedは基本的にはCUIであり、サードパーティーによりGUI化された物（有料）が大学や研究機関では古くから利用されている（Ovidなど）。これを受けて、本家PubMedも現在徐々にGUIメニューを拡充しているが、Web検索エンジンしか使ったことの無い人間がMeSHやフィールド指定、論理演算式などを使いこなすにはまだ若干の慣れが必要である。
PubMedはMEDLINEデータベースのみならず、MeSHの付加されていないMEDLINEに収録される前の文献や、MEDLINEから外された文献、MEDLINE収録の文献に引用されている生命科学外の文献も検索できる。一部の文献については全文の無料閲覧が可能な電子アーカイブ「PubMed Central」へのリンクがついている。さらにNLMの全データベースを検索できる「Entrez」(http://www.ncbi.nlm.nih.gov/Entrez/) によって他のデータベース（GenBank、dbSNP、dbESTなど）にもリンクしている。

### タグ
MEDLINE/PubMedにて文献検索を行う際、検索窓に語句を記入して検索すると、その語句がテキストワードとしてタイトル、要旨、著者等どこかに含まれる文献が検索され、さらに、その語句が自動的にMeSHの定めた用語に変換されて文献が検索される。つまり、 cancer で検索すると、テキストワードに cancer をもつ文献が検索され、さらに、MeSH用語では cancer は neoplasms として定義されているため、neoplasms を主題、タイトル、または要旨にもつ文献が検索される。
cancer を雑誌名に限定したい場合や、タイトルに限定したい場合は、タグを指定することで限定できる。例えば "cancer"[TA] とすることで、cancer という名の雑誌を指定できる。さらに AND、OR、NOT を使って2つ以上の検索結果の論理積・論理和・論理否定を求めることもできる。論理式は大文字で書くことでキーワードと区別される。
以下に主要なタグを示す。検索の際にはタグでなく、データフィールド名を[ ]でくくってつけてもよい。
| データフィールド | タグ       | 説明 |
| ---------------- | ---------- | --- |
| Affiliation      | [AD]       | 筆頭著者の所属機関 |
| All Fields       | [ALL]      | 全てのフィールド |
| Author           | [AU]       | 著者。名字+名前の頭文字。徳川家康なら"Tokugawa I"[AU]。名字だけでもよい。                                                             |
| First Author     | [1AU]      | 筆頭著者。名字+名前の頭文字。徳川家康なら"Tokugawa I"[1AU]。名字だけでもよい。                                                        |
| Publication Date | [DP]       | 発行日。YYYY/MM/DDで記載するが、月日はなくてもよい。2001[DP]、2001/04[DP]など。                                                       |
| Full Author Name | [FAU]      | 著者のフルネーム。徳川家康なら"Tokugawa, Ieyasu"[FAU]。2002年以降の文献から一部検索可能。                                             |
| Last Author      | [LASTAU]   | 最終著者。名字+名前の頭文字。徳川家康なら"Tokugawa I"[LASTAU]。名字だけでもよい。                                                     |
| MeSH Terms       | [MH]       | MeSH用語で付与された文献の主題 |
| MeSH Major Topic | [MAJR]     | MeSH用語で付与される10～15の主題のうち、2つ程度が特に主要な主題として区別されている。この主要な主題を検索する。                       |
| Page Number      | [PG]       | ページ。1001-5[PG]のように始まりのページと終わりのページは - でつなぎ、終わりのページは省略して記載する。始まりのページだけでもよい。 |
| PMID             | [PMID]     | PubMed登録番号 |
| Journal          | [TA], [JO] | 雑誌名 |
| Title            | [TI]       | タイトル |
| Title/Abstract   | [TIAB]     | タイトルあるいは要旨のいずれか |
| Text word        | [TW]       | テキストワード |

撤回された文献を検索するには hasretractionin あるいは hasretractionof で、部分撤回された文献を検索するには haspartialretractionin あるいは haspartialretractionof で、訂正のあった文献を検索するには haserratumin あるいは haserratumfor で検索できる。

## 歴史

### Index Medicus
医学文献のデータベースは、米国の外科医で司書のジョン・ショウ・ビリングス John Shaw Billings に端を発する。軍医総監局 Surgeon-General's office の補佐官として図書館の管理を担当していたビリングスは、1874年50,000点を超える図書館蔵書の索引集「Index-Catalogue of the Library of the Surgeon-General」を作成し、さらに1879年には Index Medicus という月刊の最新医学文献索引集の発行を開始した(NLM_FAQ)。Index Medicus は、最新医学文献を主題ごとに整理したものであった。文献をその主題ごとに管理し検索できるようにするというビリングスの方法は、それ以後受け継がれていった。軍医総監局図書館は、1922年に軍医学図書館 Army Medical Library となり、1956年現在の米国国立医学図書館 (NLM) となったが、Index Medicus の発行は（名称はいろいろ変わったが）2004年12月まで続いた。

### MEDLARS
1950年代、生物医学分野の発展に伴い発行される文献の量が膨大となったため、紙媒体の索引集を折よく発行していくことが難しくなり、また文献の主題を一つだけにしぼって索引を作ることの有用性に限界がきていた。この方法では、2、3のトピックにまたがる文献を探し出すことは難しかった。当時の図書館長フランク・ブラッドウェイ・ロジャース (Frank Bradway Rogers) は、文献情報を幅広く遅れずに発信する方法としてIndex Medicus の機械化を模索し、1958年に機械化プロジェクトを立ち上げた。パンチペーパーとパンチカード、カードソートマシン、ハイスピードカメラを用いて Index Medicus の発行スピードを上げた。さらに1960年にMEDLARS (Medical Literature Analysis and Retrieval System) というコンピューター化データベースの開発を開始し、1964年に Index Medicus データのコンピューター化を成し遂げた。ゼネラル・エレクトリック社がハネウェルコンピューターを用いて開発した、MEDLARS (Mecical Literature Analysis and Retrieval System) という名のこのコンピューター化データベースは、文献管理に用いる主題を10個まで拡張できるようになった。ここで用いる主題は、ロジャースらがMEDLARSのプロジェクトの一環として1960年にMeSH (Medical Subject Headings) として整理した用語を用いた。
1965年初めに、MEDLARSデータベースを利用した文献検索サービスがNLMで始まった。これは今日のようなオンラインでの検索ではなく、検索を申し込むとその結果が4-6週後に郵送されてくるものであった。そして1968年、ニューヨーク州立大学州北西部医療センター SUNY upstate medical center の図書館のバイオメディカルコミュニケーションセンターで、MEDLARSデータベースを利用した、世界初のインタラクティブなオンライン検索システムが始動した。これはニューヨーク州立大学医療センター図書館と9か所の医学図書館とテレタイプ端末でつなぎ、著者名、MeSHで検索し、発行日や言語で絞り込む方式であった。このシステムは大成功し、この9つの図書館での検索が、その他の米国中の図書館がMEDLARSで行う検索を上回るほどであった。

### MEDLARS Online (MEDLINE)
オンライン検索の必要性を認識したNLMは、1971年10月27日、MEDLARSをオンラインで検索できるシステム、MEDLINE (MEDLARS Online) を開始した。IBMのSystem/360/50コンピューターをメインフレームとしたこのシステムは、電話線につながったタイプライターのようなテレタイプ端末で検索を行い、一度に接続できるユーザーは25人までに限られていた（当時としては画期的であった）。また、接続するにはNLMで、検索コマンド言語やMeSHについての2週間の講習を受けなければならなかった。通信費も高価であったため、検索するには接続前にトレーニングを受けた検索の専門家と検索内容について議論し、その後専門家が適切なMeSH用語を用意して、適切な方法で検索するという方法であり、誰でも気軽に接続できるものではなかった。しかし時は経ち、1986年にMEDLINEシステムに「Grateful Med」プログラムが導入されると、エンドユーザーが自分のPCやMacintoshをモデムとパスワードでMEDLINEに接続し、検索が行えるようになった。これにより（登録が必要な有料サービスではあったが）誰でもどこでもMEDLINEで検索ができるようになった。

### PubMed
1990年代に入ると、インターネットとウェブは急速に普及し、1996年MEDLINEも「Internet Grateful Med」を導入、インターネットでの検索が行えるようになった。そして1996年1月、インターネット上でMEDLINEを無料で検索できる新しいシステム、「PubMed」が実験的に開始され、1997年6月26日正式に「PubMed」サービスが開始された。PubMed/MEDLINEは、2006年には月に7000万回程度のアクセスがある世界で最もよく使用される生物医学系データベースとなっている。
2006年、Internet Explorer 7の公開に合わせ、IEとMozilla Firefoxの検索窓にPubMedを追加するプラグインがNLMより公開された。